# Oh! La belle voiture !
Pour plus de détails, voir Fiche technique et Distribution.
Oh! La belle voiture ! (titre original : Get Out and Get Under) est un court métrage de comédie américain, en noir et blanc et muet, réalisé par Hal Roach et sorti en 1920. Ce film met en scène le comique Harold Lloyd.

## Synopsis
Un jeune homme est réveillé d'un cauchemar par la sonnerie du téléphone. C'est sa petite amie et, par ailleurs, collègue dans une troupe de théâtre amateur qui l'appelle car tout le monde l'attend pour jouer dans la pièce qu'ils ont montée. S'il veut arriver à temps, et ne pas être remplacé par son rival, à la fois dans la distribution de la pièce et peut-être dans le cœur de sa dulcinée, il doit réussir à rejoindre le théâtre avec sa voiture, qui n'est pas décidée à bien rouler…

## Fiche technique
- Titre : Oh! La belle voiture
- Titre original : Get Out and Get Under
- Réalisation : Hal Roach
- Scénario : H. M. Walker
- Musique : Robert Israel (pour l'édition vidéo de 2004)
- Production : Hal Roach, Rolin Films
- Pays de production :  États-Unis
- Genre : Comédie
- Durée : 25 minutes
- Dates de sortie :
  - États-Unis : 26 septembre 1920
  - France : 17 janvier 1924

## Distribution
- Harold Lloyd : le jeune homme
- Mildred Davis : la jeune femme
- Fred McPherson : le rival
- Wallace Howe : un invité au mariage (non crédité)
- William Gillespie : le drogué (non crédité)
- Ernie Morrison : le petit garçon (non crédité)
- Charles Stevenson : apparition (non crédité)

## Récompenses et distinctions

### Nominations
- Saturn Award 2006 :
  - Saturn Award de la meilleure collection DVD (au sein du coffret Harold Lloyd Collection)